# Järnvägsolyckan i Jokela
Järnvägsolyckan i Jokela (finska: Jokelan junaturma) ägde rum den 21 april 1996 i Jokela, Tusby, omkring 50 kilometer norr om Helsingfors. Fyra personer omkom och 75 skadades när ett expresståg spårade ur från järnvägen under tät dimma.

### Fotnoter
1. ↑  Stefan Lundberg (22 april 1996). ”Fyra dog i tågolycka. Nattåg spårade ur norr om Helsingfors. 50-tal skadades”. Dagens nyheter. http://www.dn.se/arkiv/inrikes/fyra-dog-i-tagolycka-nattag-sparade-ur-norr-om-helsingfors/. Läst 29 december 2016.